# Fernand Decanali
Fernand Decanali (* 7. Juli oder 8. Juli 1925 in Marseille; † 9. Januar 2017 ebenda) war ein französischer Radrennfahrer und Olympiasieger im Radsport.

## Sportliche Laufbahn
Decanali war Teilnehmer der Olympischen Sommerspiele 1948 in London und gewann mit dem französischen Vierer die Goldmedaille in der Mannschaftsverfolgung gemeinsam mit Serge Blusson, Charles Coste und Pierre Adam.
Von 1949 bis 1951 war er als Berufsfahrer im Radsportteam La Perle-Hutchinson aktiv, allerdings ohne nennenswerte Erfolge.

## Berufliches
Nach seiner sportlichen Laufbahn war er als Großhändler für Erdöl und Erdölprodukte tätig. Später betrieb er eine Bar in Marseille.